# Sadar+Vuga
Sadar+Vuga è uno studio di architettura sloveno fondato nel 1996 dagli architetti Jurij Sadar e Boštjan Vuga. È diventato uno degli uffici di architettura sloveni più importanti con numerose mostre e le sue opere sono permanentemente esposte all'Università tecnica di Monaco e al Museo di architettura e design di Lubiana. Alcune delle loro opere sono al KSEVT, il parco sportivo Stožice, la Camera di commercio e industria della Slovenia. Sono state pubblicate quattro monografie internazionali ed è stato prodotto un film documentario.